# Deyang

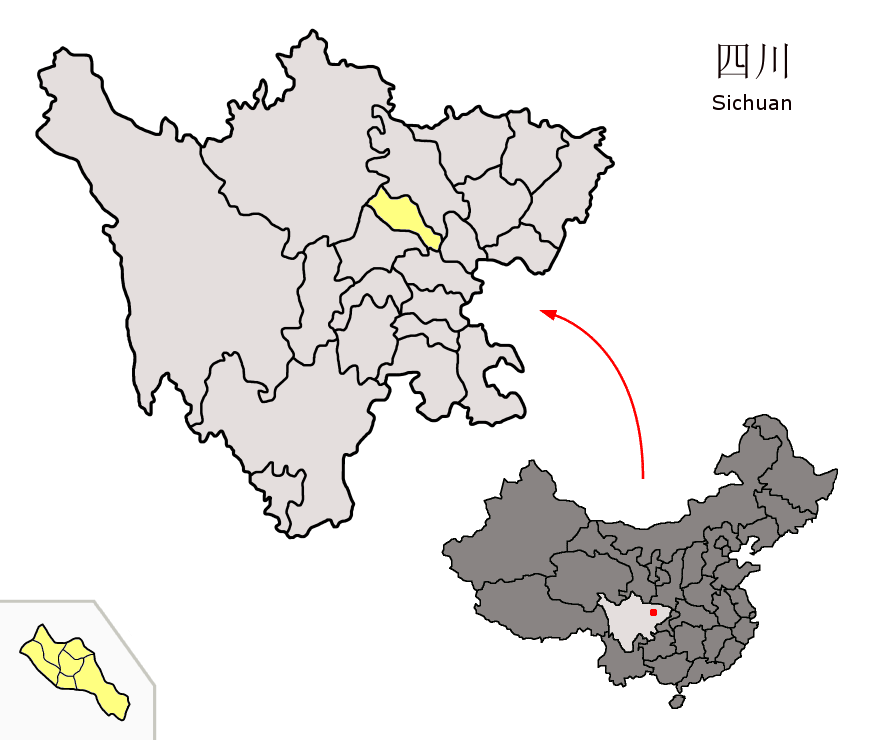
Lage von Deyang

Deyang (chinesisch 德阳市, Pinyin Déyáng Shì) ist eine bezirksfreie Stadt der chinesischen Provinz Sichuan. Sie hat eine Fläche von 5.952 km² und zählt 3.456.161 Einwohner (Stand: Zensus 2020). 2004 betrug die Einwohnerzahl 3.810.000. Ihr Hauptort und Regierungssitz ist die Großgemeinde Jingyang. Die Eisenbahnstrecke Baoji-Chengdu verläuft durch ihr Gebiet.
Die Stadt wurde am 12. Mai 2008 von einem schweren Erdbeben getroffen.

## Administrative Gliederung
Die bezirksfreie Stadt Deyang setzt sich auf Kreisebene aus zwei Stadtbezirken, drei kreisfreien Städten und einem Kreis zusammen. Diese sind (Stand: Zensus 2020):
- Stadtbezirk Jingyang – 旌阳区 Jīngyáng Qū, 650 km², 828.189 Einwohner;
- Stadtbezirk Luojiang – 罗江区 Luójiāng Qū, 369 km², 209.088 Einwohner;
- Stadt Shifang – 什邡市 Shífāng Shì, 820 km², 406.775 Einwohner;
- Stadt Guanghan – 广汉市 Guǎnghàn Shì, 456 km², 626.132 Einwohner;
- Stadt Mianzhu – 绵竹市 Miánzhú Shì, 1.221 km², 439.958 Einwohner;
- Kreis Zhongjiang – 中江县 Zhōngjiāng Xiàn 2.154 km², 946.019 Einwohner.

## Sehenswürdigkeiten
Der Konfuzianische Tempel von Deyang (Deyang wenmiao 德阳文庙) steht seit 2001 auf der Liste der Denkmäler der Volksrepublik China (5-393).

## Persönlichkeiten
- Huang Changzhou (* 1994), Weitspringer
- Liu Jiali (* 1994), Radsportlerin und Olympionikin